# Vårdplan
Vårdplan är en term som vars upprättande styrs av antingen socialtjänstlagen (SoL) eller lagen om psykiatrisk tvångsvård (LPT). 

## Enligt socialtjänstlagen
En vårdplan ska upprättas av kommunens socialnämnd inte bara vid ansökan om vård av unga enligt LVU utan även sedan den 1 januari 2002 sedan en ny bestämmelse införts i socialtjänslagen när den unge ska vårdas utom hemmet.
Vårdplan skall enligt socialtjänstförordningen (SoF), om det inte möter särskilda hinder, beskriva:
1. de särskilda insatser som behövs,
2. det sätt på vilket umgänget med föräldrar, vårdnadshavare och andra närstående skall ordnas,
3. målet med vården och
4. den unges och hans eller hennes vårdnadshavares syn på den planerade vården.

Vårdplanen ska vara undertecknad av handläggare på socialnämnden, den unge om han eller hon fyllt 15 år, av vårdnadshavaren eller vårdnadshavarna samt av aktuell vårdgivare. En vårdplan skall tydliggöra syftet med vården, varaktigheten av vården och nämndens insatser för den enskilda flickan eller pojken. Vårdplanen skall också tydliggöra behov i olika avseenden, till exempel fysisk och psykisk hälsa, sociala situation och utbildning.
Socialstyrelsen har som en av sina uppgifter att ha tillsyn över socialtjänsten.

## Enligt lagen om psykiatrisk tvångsvård
En vårdplan måste upprättas enligt 7 § LPT så snart som möjligt i samband med ett intagningsbeslut (eller motsvarande) för psykiatrisk tvångsvård och ska enligt 7 a § sammanfatta:
1. Patientens behov av hälso- och sjukvård och insatser från socialtjänst
2. Beslut om insatser och så långt som möjligt patientens inställning till insatserna
3. vilken enhet vid region eller kommun som ansvarar för respektive insats
4. eventuella åtgärder som vidtas av andra aktörer

Vårdplanen upprättas av chefsöverläkare eller specialistkompetent läkare med delegation. Vårdplanen ska så långt möjligt utformas i samråd med patienten och, om det inte är olämpligt, med dennes närstående. Vårdplanen ska utformas i samarbete mellan de enheter vid kommunen eller regionen som svarar för insatserna. 
Chefsöverläkaren ska underrätta berörd enhet vid region, kommun eller annan huvudman om beslut om öppen psykiatrisk tvångsvård.